# Плужнянська (пам'ятка природи)
Плужня́нська — зоологічна пам'ятка природи місцевого значення в Україні. Об'єкт природно-заповідного фонду Хмельницької області. 
Розташована в межах Плужненської сільської громади Шепетівського району Хмельницької області, на захід від міста Нетішин. 
Площа 17,7 га. Статус присвоєно згідно з рішенням сесії обласної ради народних депутатів від 28.10.1994 року № 7. Перебуває у віданні ДП «Ізяславський лісгосп» (Плужнянське л-во, кв. 1, вид. 9, 10, 12, 13; кв. 2, вид. 5, 9, 12, 12). 
Статус присвоєно для збереження частини лісового масиву та прилеглих до нього територій, як місця поселення бобрів.